# 藤舎推峰
藤舎 推峰（とうしゃ すいほう）は、歌舞伎・長唄囃子方の流派、藤舎流の笛方の名跡。

## 初代
（昭和16年（1941年）- ）東京生まれ。
藤舎流笛家元藤舎秀蓬の長男。弟は同じく笛方の中川善雄。息子は囃子方の藤舎成光。1989年に二代目藤舎名生を襲名。2019年重要無形文化財保持者（人間国宝）に認定予定。

## 二代目
（昭和54年（1979年）- ）東京生まれ。
中川善雄の次男で、初代藤舎推峰の甥。藤舎秀蓬に許され、2004年に二代目藤舎推峰を襲名。